# Eloge Yao
Eloge Koffi Yao Guy (Akroukro, Costa de Marfil, 20 de enero de 1996) es un futbolista marfileño que juega como defensa en el Hapoel Jerusalem F. C de la Liga Premier de Israel.

## Trayectoria

### Internazionale
Fue fichado por el Inter de Milán proveniente del Parma F. C. en enero de 2012. El club vendió el 50% de los derechos registrados de Jacopo Galimberti (500 000 €) y Diego Mella (50 000 €) por el 50% de sus derechos registrados (un millón de euros). Se quedó el resto de la temporada 2011-12 con el equipo juvenil del Parma. Luego de pasar al equipo del Inter sub-17 de la temporada 2012-13; fue promovido a la reserva en 2013.
En junio de 2014, el Parma compró a Ishak Belfodil por 5,75 millones de euros del Inter, junto a Lorenzo Crisetig (4,75 millones) y Yao (un millón) se fue totalmente al conjunto Nerazzurri.

### Crotone
El 10 de julio de 2015 fue cedido por el F. C. Crotone por una temporada. Durante este tiempo, jugó 30 partidos y marcó un gol.

## Clubes
| Club                   | País   | Año       | Partidos | Goles |
| ---------------------- | ------ | --------- | -------- | ----- |
| Inter de Milán         | Italia | 2015      | 0        | 0     |
| F.C. Crotone (cedido)  | Italia | 2015-16   | 30       | 1     |
| Inter de Milán         | Italia | 2016-17   | 0        | 0     |
| F. C. Lugano           | Suiza  | 2017-2020 | 0        | 0     |
| A. C. Reggiana 1919    | Italia | 2021      |          |       |
| Hapoel Jerusalem F. C. | Israel | 2021-     |          |       |